# Protarache annulata
Protarache annulata là một loài bướm đêm trong họ Noctuidae.